# Mukometra
Mukometra (von lat. mucus „Schleim“ und griech. metra „Gebärmutter“) ist eine Ansammlung einer schleimigen Flüssigkeit innerhalb der Gebärmutter. Das Krankheitsbild ist bei der Frau selten und spielt vor allem in der Gynäkologie der Haustiere eine größere Rolle. Der Übergang von der Ansammlung von wässrigen Flüssigkeiten (Hydrometra) ist fließend. Durch sekundäre bakterielle Besiedlung kann aus einer Mukometra eine Gebärmuttervereiterung (Pyometra) entstehen. Die Krankheit verläuft häufig symptomlos. Besteht eine Mukometra über längere Zeit, so kann durch Schädigung der Gebärmutterschleimhaut eine Unfruchtbarkeit entstehen. 

## Ursachen
Die Mukometra entsteht entweder durch Abflussstörungen des normalerweise von den Drüsen der Gebärmutterschleimhaut gebildeten Schleims oder durch eine übermäßige Schleimbildung.
Bei der Frau und Stute sind vor allem Abflussstörungen durch Entwicklungsstörungen während der Organogenese der weiblichen Geschlechtsorgane aus den Müller-Gängen wie verschlossenes Jungfernhäutchen (Hymen occlusivus) oder Spangenbildung im Gebärmutterhals.
Bei anderen Säugetieren sind vor allem hormonelle Imbalancen für die Entstehung verantwortlich. Eine unzureichende Bildung von Progesteron im Sexualzyklus führt dabei zwar noch zu einer Anregung der Drüsensekretion, aber nicht zur Unterdrückung der Follikelreifung und damit der Proliferation der Gebärmutterschleimhaut. Bei Kühen sind meist Ovarialzysten oder Granulosazelltumoren mit erhöhten Östrogenspiegeln (Hyperöstrogenismus) der Auslöser. Bei Hunden ist meist der längere Einsatz von läufigkeitsunterdrückenen Mitteln verantwortlich. Auch die illegale Anwendung von Steroidanabolika zur Erhöhung der Mastleistung kann eine Mukometra verursachen.

## Diagnostik
Die Füllung der Gebärmutter lässt sich unter Umständen bereits durch die Bauchwand tasten. Mittel der Wahl sind der Nachweis einer homogenen echoarmen Flüssigkeit mittels Sonografie und die Punktion der Flüssigkeit unter sonografischer Kontrolle. 